# Rinocer indian
Rinocerul indian (Rhinoceros unicornis) este cel mai mare rinocer unicorn, și aparține familiei Rhinocerotidae. Aflându-se pe  lista speciilor vulnerabile, el poate fi întâlnit doar în nord-estul Indiei și în ariile protejate din Terai, Nepal.
Deși cândva rinocerul indian putea fi întâlnit pe întreaga câmpie Indo-Gangetică, vânatul excesiv a redus drastic numărul acestora. În prezent, circa 3.000 de rinoceri trăiesc în sălbăticie, 2.000 dintre care sunt în regiunea Assam din India.

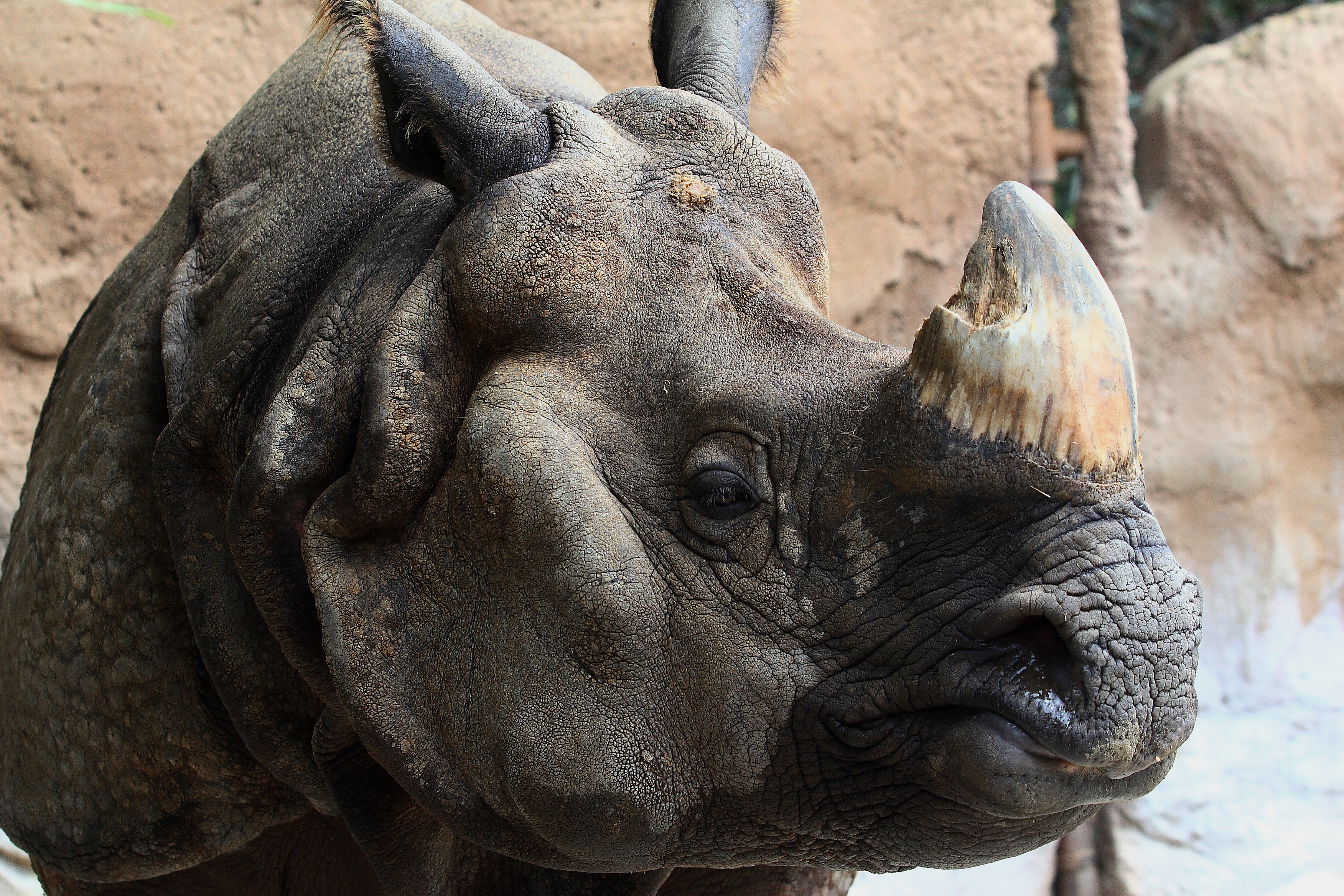
Rinocerul indian unicorn

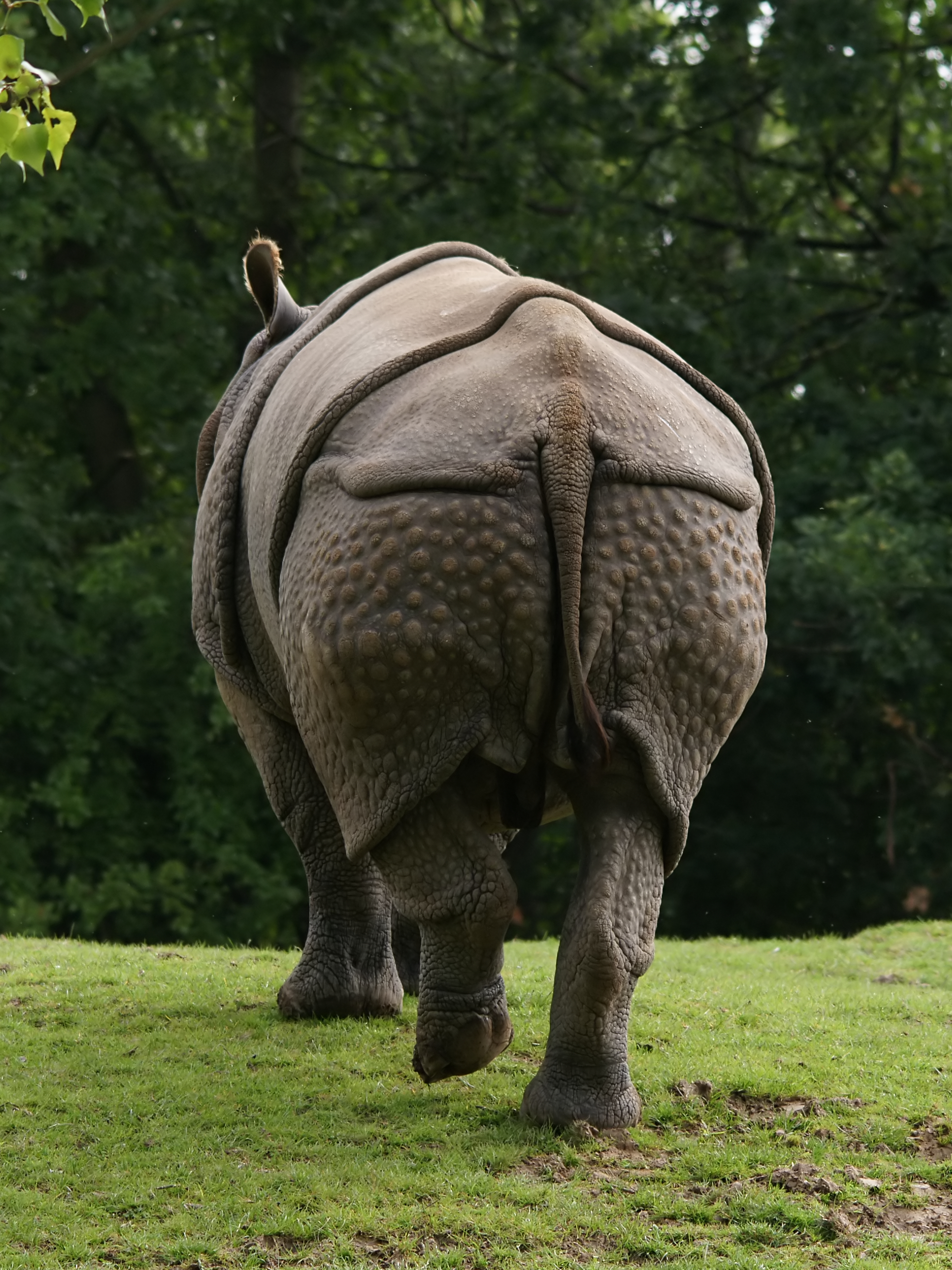

El este al cincilea animal ca mărime din lume.